# 西安补衣女
西安补衣女，是对经常出现在西安市钟楼、东大街等繁华地段，靠给人补衣服为生的女工的统称。补衣女从事的是一种技术劳动。这个群体最早现身西安街头是在1981年左右，目前约有60多个人。她们通常以群体出现在各大商场门口，每天上午7时开始直到天黑，站在大街上各自吆喝、招揽生意。这个特殊群体中，以来自四川南充地区的农家女占大多数。

## 缘何相中西安
补衣女虽然在西安街头已经出现多年，但随着二十一世纪初，中国社会对农民工的逐渐重视，当地媒体直到2006年才开始关注这一群体的存在。由于，她们大多来自四川，操着一口浓重的异乡口音吆喝生意。有学者表示，外乡补衣女能在西安站住脚，是西安人放弃这个营生手段的结果；或者说，西安人根本就没有想到做这样的事情。
开发次生意的补衣女表示，当初到西安是和一个老乡补鞋，可生意并不是很好。一次，有人拿着被挂破了的裤子来补鞋摊，问能否补裤子。裤子补好后，那人非常感激。于是，这位大姐便产生了专门补衣的念头。后来，她又从四川老家来了几个亲戚，一起补衣营生。一年复一年，队伍就逐渐壮大起来。

## 经营现状
补衣女们也有自己的行规。比如，如何划分经营地盘，如何相互提成等等潜在的商业规则。补衣服的工具基本上是统一的：一个改装的绷子、一把剪刀、几根细小的缝衣针、一些彩线。补好后的衣物，尽力接近衣料的本真状态，让人看不出来有补丁的存在。女工们原本大都不是从事这个行当，是来到西安后才接受的“培训”，然后实干了多年才有这种手艺。所谓“培训”，就是跟着织补前辈们学习，每人要拜一名“老师”；通常，都是一个师傅带一个徒弟的，每个人的做法都有区别。
补衣的收费标准也逐年提高；从二十世纪80年代，最初的一个补丁人民币0.5元至1元；到九十年代一寸大小补丁收费5元到10元；2006年的价格则是一寸大小补丁收费15至20元人民币。女工们认为，她们从事这一行业，是因为它成本少、承担的风险也相对较低，自己干这个不图发大财，只要能平平安安的过日子就行。

## 发展前景
现在，补衣女的数量在逐年减少。现在年轻的一代人已经看不上补衣服这个苦差使，露天下干活，日晒雨淋的；补得不好了，还容易和顾客发生纠纷。而当初的补衣女年龄也逐渐偏大，有的则干脆“退休”了。